# Yellow Cup 2000
Der Yellow Cup ⅩⅩⅨ (2000) in der Schweizer Stadt Winterthur war der 29. Yellow Cup.

## Modus
In dieser Austragung spielten 5 Mannschaften im Modus «Jeder gegen jeden» mit je einem Spiel um den Cup. Bei Punktgleichheit entschied die bessere Tordifferenz.

## Resultate

### Rangliste
| Pl. | Land       | Sp. | S | U | N | Tore     | Diff. | Punkte |
| --- | ---------- | --- | - | - | - | -------- | ----- | ------ |
| 1.  | Slowenien  | 4   | 4 | 0 | 0 | 0102:800 | +22   | 8      |
| 2.  | Schweiz    | 4   | 3 | 0 | 1 | 084:700  | +14   | 6      |
| 3.  | Österreich | 4   | 2 | 0 | 2 | 087:850  | +2    | 4      |
| 4.  | Belarus    | 4   | 1 | 0 | 3 | 078:900  | −12   | 2      |
| 5.  | Kuwait     | 4   | 0 | 0 | 4 | 063:890  | −26   | 0      |

## Torschützenliste
Bei gleicher Anzahl von Treffern sind die Spieler alphabetisch geordnet.
| Pl. | Spieler         | Land       | Tore |
| --- | --------------- | ---------- | ---- |
| 1.  | Alshamari Faisl | Kuwait     | 20   |
| 2.  | Aleš Pajovič    | Slowenien  | 19   |
| 3.  | Renato Vugrinec | Slowenien  | 18   |
| 4.  | Urs Schärer     | Schweiz    | 16   |
| 4.  | Viktor Szilágyi | Österreich | 16   |

## Auszeichnungen
| Auszeichnung          | Spieler            | Land       |
| --------------------- | ------------------ | ---------- |
| Attraktivster Spieler | Aleš Pajovič       | Slowenien  |
| Bester Torhüter       | Beno Lapajne       | Slowenien  |
| Fairnesspreis         | -                  | Österreich |
| Beste Schiedsrichter  | Reisinger/Kaschütz | Österreich |
| Pechvogelpreis        | Sergej Sokolov     | Slowenien  |
| Publikumspreis        | -                  | Schweiz    |
| Besondere Verdienste  | Urs Berger         | Schweiz    |